# Rubén Buitrago Trujillo
Rubén Buitrago Trujillo OAR (* 12. September 1921 in Manizales; † 27. September 1991) war ein kolumbianischer römisch-katholischer Ordensgeistlicher und Bischof von Zipaquirá.

## Leben
Rubén Buitrago Trujillo trat der Ordensgemeinschaft der Augustiner-Rekollekten bei und empfing am 14. Mai 1944 das Sakrament der Priesterweihe.
Am 25. Februar 1971 ernannte ihn Papst Paul VI. zum Titularbischof von Aquae Flaviae und zum Weihbischof in Bogotá. Der Koadjutorerzbischof von Bogotá, Aníbal Muñoz Duque, spendete ihm am 25. März desselben Jahres die Bischofsweihe; Mitkonsekratoren waren der Weihbischof in Manizales, Samuel Silverio Buitrago Trujillo CM, und der Apostolische Vikar von Casanare, Arturo Salazar Mejía OAR.
Papst Paul VI. bestellte ihn am 8. Juli 1974 zum Bischof von Zipaquirá.